# Lịch sử tư tưởng kinh tế ở Hy Lạp và La Mã cổ đại
Lịch sử tư tưởng kinh tế đã được ghi chép lại khá sớm ở Hy Lạp và La Mã, ngay từ thời cổ đại.
Một số nhà tư tưởng Hy Lạp và La Mã cổ đại đã có những quan sát và ghi chép về kinh tế. Một số ghi chép bằng tiếng Hy Lạp đã cho thấy các học giả thời đó đã hiểu được những khái niệm kinh tế phức tạp. Chẳng hạn một tư tưởng phần nào giống Quy tắc Gresham đã được thể hiện trong vở kịch "Bầy ếch" (405 TCN) của Aristophanes (456 TCN – 386 TCN); còn tư tưởng phần nào giống khái niệm tiền ảo đã được Plato (428/427 TCN – 348/347 TCN) trình bày trong các tác phẩm "Luật pháp" và "Eryxias" của mình. Bryson xứ Heraclea của Hy Lạp đã có ảnh hưởng sâu sắc đến học thuật kinh tế Hồi giáo thời cổ đại.. Đặc biệt, trong các tác phẩm "Oeconomicus" (từ tiếng Hy Lạp này có nghĩa là quản lý gia đình, là nguồn gốc của từ economy trong tiếng Anh có nghĩa là kinh tế) và các cuốn sử ký về Cyrus Đại đế, về "Kúrou paideía", về "Hiero I", "Phương pháp và phương tiện", Xenophon (431 TCN – 355 TCN) đã nhắc đến việc các nhà lãnh đạo quốc gia khuyến khích sản xuất tư nhân và công nghệ thông qua nhiều biện pháp bao gồm cả công nhận và khen thưởng, về phát triển kinh tế với những tư tưởng phần nào giống khái niệm tính kinh tế nhờ quy mô, về đảm bảo cơ sở pháp lý cho ngoại thương, về quản lý đất nông nghiệp, những ý niệm gần giống như giá trị trao đổi của hàng hóa, về trao đổi ngang giá, về phân công lao động, về lợi ích qua lại nhờ trao đổi. Trong khi đó, Aristotle (384 TCN – 322 TCN) đã bàn về việc phân bổ các nguồn lực khan hiếm, về hiệu dụng biên giảm dần trong cuốn "Chính trị học", về phân phối và trao đổi, độc quyền và vai trò của tiền như là phương tiện trao đổi trong cuốn "Luân lý học Nicomachus" và về thặng dư tiêu dùng.